# Ploština
Ploština je zaniklá pasekářská osada obce Drnovice, nedaleko Valašských Klobouk na Moravě, kterou 19. dubna 1945 nacisté vypálili a její obyvatele za podporu partyzánů zmasakrovali. Událost připomíná památník sestávající z pěti betonových obelisků, který vznikl v roce 1975 a od roku 1978 je kulturní památkou.

## Průběh
Akci provedla jednotka přibližně 220 ozbrojených mužů. Tvořila ji pravděpodobně rota (4 čety) ZbV 31 Obst. Ericha Wieneckeho sídlící v zámečku ve Vizovicích (cca 120 mužů), dále jedna četa (25 mužů) slovenské speciální protipartyzánské jednotky SS „Einheit Josef“ sídlící ve škole a třicet příslušníků zlínského gestapa veleného poručíkem Wilhelmem Heineckem. Trestné komando bylo rozděleno do dvou oddílů a ke každému z nich bylo přiřazeno asi 20 psovodů Jagdkommanda.
Vyvražďovací komando SS bylo dobře připraveno a akce byla pečlivě naplánována a zrealizována. Protipartyzánská jednotka Josef si po akci vesele zpívala a po cestě střílela po každé osobě, na kterou narazila. Obětí se stal již dopoledne Josef Vařák z Prlova. O událostech vypovídá František Šašina z Drnovic č. 49:
„Byl jsem na poli, vzdáleném asi 15 minut od mého domu, i s mou manželkou. Přiběhl k nám Jan Polčák z Drnovic, pracoval na jiných pasekách na stavbě u Františka Machů, u něhož už tlupa SS toho dne taky řádila. Říkal, jak uvidíme Němce, ať utíkáme co nejdál od nich. My jsme je čekali s oné strany, kde už řádili a ti již byli za námi, od Pozděchova. Sotva došli k nám, musili jsme jít s nimi až na Ploštinu k Zichům, tam se zastavili u včel a já i s Polčákem jsme v jedné nestřežené chvilce utekli. Za chvíli jsem se vrátil do svého domu, ten už hořel s jedné strany. Chtěl jsem si aspoň něco zachránit, ale co jsem vynášel, to mi zase Němci pod rukou brali. Když už bylo moje stavení v ohni, utekl jsem. Ve svém úkrytě jsem slyšel velký nářek těch, které cestou pochytali a za živa házeli do ohně. Bylo mi spáleno celé obytné i hospodářské stavení s veškerým bytovým i hospodářským zařízením. Nám zbylo jen to, co jsme měli na sobě oblečeno. Mám tři děti od desíti do dvanácti let.“
Jediný, který přežil vhození do hořící chalupy, byl Jan Machů. „Při tom jsme stáli u hořícího domu a když na nás horko sálalo, chtěli jsme ustoupit. Ale za námi stáli Němci, s nasazenými bodly nás tlačili zpět se slovy. ‚Vy se bojíte?‘ Pak přišel jeden a prohlásil: ‚Vy budete popraveni v oběť partyzánů.‘ Chytil mne za rameno a zařval: ‚Tys partyzán! Marš do okna!‘ Musil jsem skočit oknem do hořícího domu. Nato tam Němci vhodili ruční granát, ten jsem však uchopil a odhodil od sebe. Ihned po dopadu explodoval. Nebožtíka jsem shodil se sebe, to už oheň provalil se přes trámy do jizby, bylo mi strašně, když jsem si představil, že tady za živa uhořím. Vyplížil jsem se do síňky. Odtud však ještě pořád jsem slyšel střelbu a hlasy Němců. A proto jsem se vplížil do komory. Tam jsem našel motyku a byl jsem tím vším tak popleten, že jsem už uvažoval o tom, že bych se zakopal do země.“
„Opět jsem se vplížil zpět do síňky – a potom, ani už skoro – abych tak řekl – nevím, kudy jsem se to vlastně dostal ven, lezl jsem po čtyřech jako pes, až konečně mi zasvitlo opět jasné světlo denní. Sotva jsem se dostal k cestě, která se svažuje dolů, skutálel jsem se do podrostu. Čtvernožky jsem se prodíral podrostem a hrůza byla se mnou, co jestli mne zase spatří některý Němec. Konečně les! Běhal jsem horama až do půlnoci, snad to bylo ze samé radosti, že jsem se zachránil před tak hroznou smrtí.“
Do konce války byl zazděn v cihlové kupě u sousedů. Následně po převratu jej komunisti uvěznili a odebrali mu partyzánský důchod poté, co prohlásil, že ač partyzáni vypálení sledovali, bojem k ochraně lidu nezasáhli. V době brzké totality byl uvězněn ve věznici v Uherském Hradišti. Zemřel v roce 1988.
O této události píše v knize Smrt si říká Engelchen spisovatel Ladislav Mňačko, který byl na sklonku války členem partyzánského oddílu Ploština. Vyčítal si, že se pasekářů nezastali, a zůstal v něm do smrti v jeho duši „stín Ploštiny“. V roce 1979 se mu v bavorském Kötztingeru podařilo nalézt jednoho z velitelů SS Wernera Tuttera, který zásah v Ploštině řídil. Nejpůvodnějším dokumentem o Ploštinské tragédii je publikace Ploština žaluje!, kterou sepsal a v roce 1947 a vlastním nákladem vydal újezdský kněz Vladimír Růčka. Odlišný pohled na tragédii a roli partyzánů nabízí televizní hraný dokument Ploština – krvavá paseka (2003), na kterém se podílel Jaroslav Pospíšil.
V malé osadě spolu s okolními pasekami žilo přibližně padesát občanů a událost pozorovala a přežila také dcera Zichová, která chránila malého kojence v náručí poblíž lesa. Její otec se přes její prosbu vrátil do hořící stodoly pro postroje a byl Němci zabit. Událost přežil také starší občan Jan Stružka, kterého Němci vzhledem k pokročilému věku ušetřili.

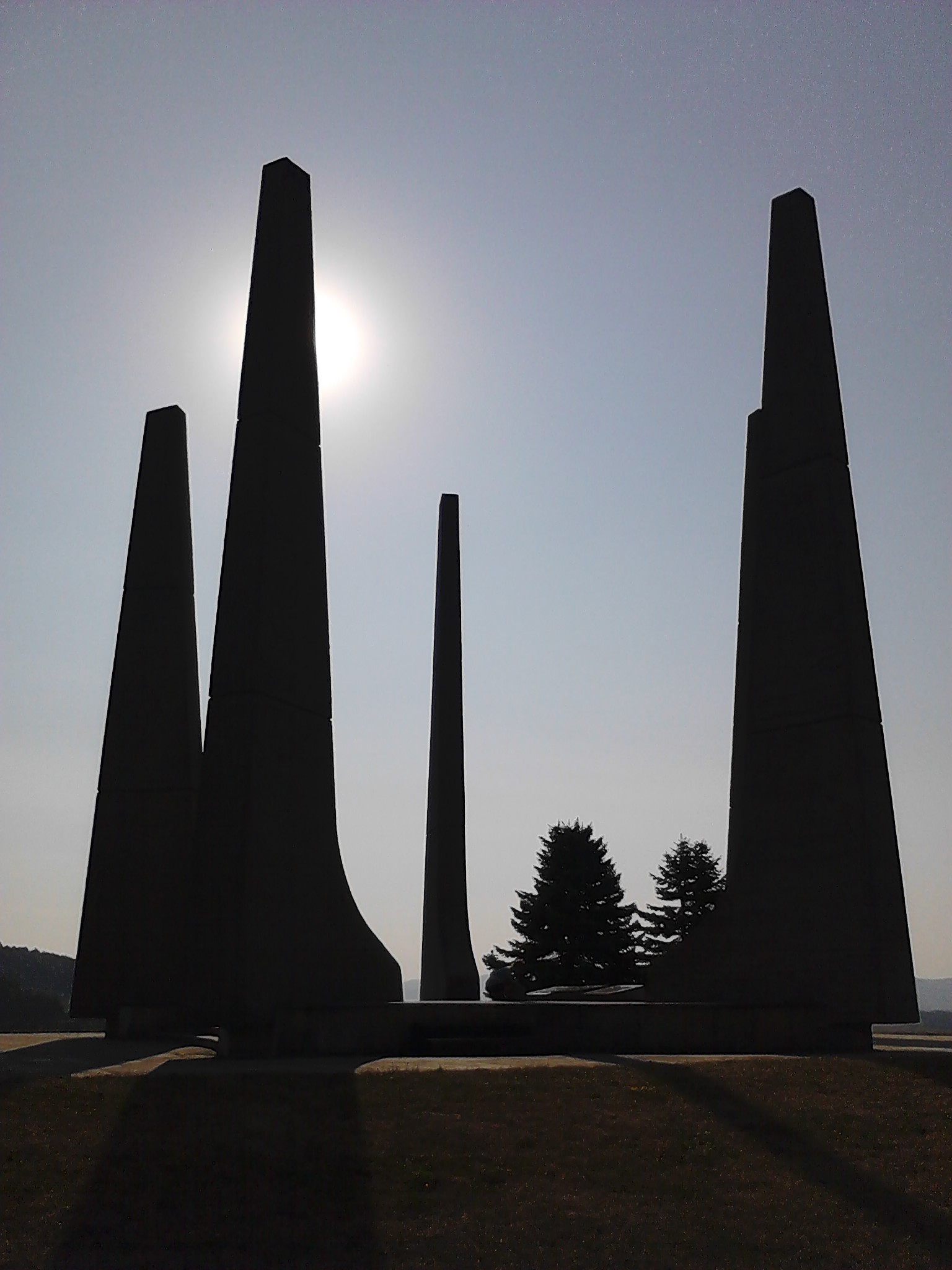
Národní kulturní památka památník odboje Ploština